# 1991 chez Disney
Cet article présente la liste des évènements de la Walt Disney Company ayant eu lieu en 1991.

## Événements

### Janvier
- 1er janvier 1991, Création de Disney Hachette Presse[1]

### Février
- 1er février 1991, Décès de Jim MacDonald[2], acteur, technicien du son et voix officielle de Mickey Mouse de 1946 à 1983

### Avril
- 6 avril 1991, Début de la série Myster Mask sur Disney Channel[3]

### Mai
- 6 mai 1991, L'action Disney entre au Dow Jones Industrial Average remplaçant la société U.S. Steel[4]
- 16 mai 1991, Ouverture de l'attraction Muppet's Vision 3D et fermeture de Here Come the Muppets aux Disney-MGM Studios[5]
- 17 mai 1991
  - Ouverture du Disney's Port Orleans Resort à Walt Disney World Resort[6]
  - Sortie du film Quoi de neuf, Bob ? de Touchstone Pictures
- 21 mai 1991, Création de Disney Store Japan par Walt Disney Japan
- 31 mai 1991, Disney Press publie son premier livre[7]

### Juin
- 21 juin 1991 : Première mondiale du film Les Aventures de Rocketeer aux États-Unis

### Août
- 4 août 1991, Décès de Don DaGradi, dessinateur et scénariste[8]

### Septembre
- 2 septembre 1991, Ouverture du Casting Center de Euro Disney Resort
- 6 septembre 1991, Début de la série Adventures in Wonderland sur Disney Channel
- 7 septembre 1991, Début de la série Myster Mask sur ABC et en syndication[3]
- 13 septembre 1991, Disney achète le magazine de vulgarisation scientifique Discover[9]
- 17 septembre 1991, Début de la série télévisée Papa bricole sur ABC[10]

### Octobre
- 9 octobre 1991, Première émission du Disney Club Mercredi sur TF1

### Novembre
- 13 novembre 1991, Première mondiale du film La Belle et la Bête aux États-Unis

### Décembre
- 18 décembre 1991
  - Jim Henson Productions et Buena Vista Home Video signe un accord de distribution mondiale
  - Sortie du film Les Aventures de Rocketeer en France
- 20 décembre 1991, Sortie du film Le Père de la mariée de Touchstone Pictures